# Hello Counselor
Hello Counselor (hangul: 안녕하세요; rr: Annyeonghaseyo) é um reality show sul-coreano que estreou em novembro de 2010. Ele é comandado por Shin Dong-yup, Lee Young-ja e Cultwo (Jung Chan-woo, Kim Tae-gyun). Choi Tae-joon juntou-se ao show como anfitrião de 29 de agosto de 2016 a 4 de setembro de 2017. De acordo com a descrição oficial do show através da KBS, o Hello Counselor é um programa de entrevistas com ênfase em pessoas comuns, independentemente da idade ou do gênero, que visa ajudar a reduzir barreiras de comunicação compartilhando histórias sobre a vida.  O programa é transmitido todas as segundas-feiras no KBS World.

## Episódios

### 2010-2011
Lista de episódios em 2010 - 2011 (episódios 1 - 55)
| Episódio | Data do ar              | Convidados                                                                     | Nota(s)                          |
| -------- | ----------------------- | ------------------------------------------------------------------------------ | -------------------------------- |
| 1        | 22 de novembro de 2010  | Kim Jang-hoon, Psy                                                             |                                  |
| 2        | 29 de novembro de 2010  | You Hee-yeol, Lee Juck                                                         |                                  |
| 3        | 6 de dezembro de 2010   | Shim Hyung-rae, IU                                                             |                                  |
| 4        | 20 de dezembro de 2010  | Lee Soo-geun, Eun Ji-won                                                       |                                  |
| 5        | 27 de dezembro de 2010  | KARA                                                                           |                                  |
| 6        | 3 de janeiro de 2011    | Kim Heung-gook                                                                 |                                  |
| 7        | 10 de janeiro de 2011   | Kim Tae-won (Boohwal)                                                          |                                  |
| 8        | 17 de janeiro de 2011   | Kim Byung-man, Park Jisun                                                      |                                  |
| 9        | 24 de janeiro de 2011   | Lee Man-gi, Joo Yeong-hoon                                                     |                                  |
| 10       | 31 de janeiro de 2011   | Jo Hyung-ki, Kim Jisun                                                         |                                  |
| 11       | 7 de fevereiro de 2011  | Hong Seok-cheon, Hwang Seung-hwan, Baek Bo-ram                                 |                                  |
| 12       | 14 de fevereiro de 2011 | Park Kyung-lim, Simon D (Supreme Team), Lee Hongki (F.T. Island), Min (miss A) |                                  |
| 13       | 21 de fevereiro de 2011 | Lee Sang-yong, Lee Sang-byeok                                                  |                                  |
| Special  | 28 de fevereiro de 2011 | Insooni, Koyote (Shin Ji, Kim Jong-min)                                        | Especial "Tesouro da Minha Vida" |
| 14       | 7 de março de 2011      | Park Sang-cheol, Ahn Sun Young, Hyomin (T-ara)                                 |                                  |
| 15       | 14 de março de 2011     | Kang Ju-eun, Oh Jung-yeon                                                      |                                  |
| 16       | 21 de março de 2011     | Tony An, Kim Jae-duc                                                           |                                  |
| 17       | 28 de março de 2011     | Jeon Won-ju, Park Hyun-bin                                                     |                                  |
| 18       | 4 de abril de 2011      | Sean Lee, Kim Yong-joon                                                        |                                  |
| 19       | 11 de abril de 2011     | Nam Hee-suk, Go Young-wook                                                     |                                  |
| 20       | 18 de abril de 2011     | Park Jung-ah, Han Sunhwa (Secret)                                              |                                  |
| 21       | 25 de abril de 2011     | Jo Hye-ryun, Kwanghee (ZE:A)                                                   |                                  |
| 22       | 2 de maio de 2011       | Kim Jang-hoon, Hong Rok-ki, Kim Hyun-chul, Chae Yeon                           |                                  |
| 23       | 9 de maio de 2011       | Yeon Ye-in, Ban Jeong-dan                                                      |                                  |
| 24       | 16 de maio de 2011      | Park Jun-gyu, Kim Bo-min                                                       |                                  |
| 25       | 23 de maio de 2011      | Song Eun-yi, Shin Bong-sun                                                     |                                  |
| 26       | 30 de maio de 2011      | Jang Woo-hyuk, Narsha (Brown Eyed Girls), Brian Joo (Fly to the Sky)           |                                  |
| 27       | 6 de junho de 2011      | After School (Kahi, Raina, Lizzy)                                              |                                  |
| 28       | 13 de junho de 2011     | Kim Jong-seo, Rainbow (Jaekyung, Woori)                                        |                                  |
| 29       | 20 de junho de 2011     | Park Ji-yoon, G.NA, 4Minute (Hyuna, Sohyun)                                    |                                  |
| 30       | 27 de junho de 2011     | 2PM (Jun. K, Chansung, Taecyeon, Junho, Wooyoung)                              |                                  |
| 31       | 4 de julho de 2011      | Kim Jun-ho, Kim Dae-hee                                                        |                                  |
| 32       | 11 de julho de 2011     | Lee Yoon-mi, Chae Yeon, Eunjung (Jewelry)                                      |                                  |
| 33       | 18 de julho de 2011     | Alex (Clazziquai), MBLAQ (G.O, Lee Joon)                                       |                                  |
| 34       | 25 de julho de 2011     | Park Hyun-bin, Secret                                                          |                                  |
| 35       | 1 de agosto de 2011     | Yoo Se-yoon, Jang Dong-min, Yoo Sang-moo                                       |                                  |
| 36       | 8 de agosto de 2011     | Tae Jin-ah, Mighty Mouth                                                       |                                  |
| 37       | 15 de agosto de 2011    | Lee Hyun-woo, Go Young-wook                                                    |                                  |
| 38       | 22 de agosto de 2011    | Koyote                                                                         |                                  |
| 39       | 29 de agosto de 2011    | T-ara (Eunjung, Qri, Soyeon, Jiyeon)                                           |                                  |
| 40       | 5 de setembro de 2011   | Park Jun-gyu, Hong Rok-ki, Lee Ji-hoon                                         |                                  |
| 41       | 12 de setembro de 2011  | Super Junior (Shindong, Eunhyuk, Donghae, Kyuhyun)                             |                                  |
| 42       | 19 de setembro de 2011  | Sung Si-kyung, Moon Chun-sik, Kim Tae-hoon                                     |                                  |
| 43       | 26 de setembro de 2011  | KARA                                                                           |                                  |
| 44       | 3 de outubro de 2011    | Lee Bong-won, Song Eun-yi, Kim Jun-ho                                          |                                  |
| 45       | 10 de outubro de 2011   | K.Will, Kim Sung-joo, Yoo Hyun-sung                                            |                                  |
| 46       | 17 de outubro de 2011   | Seo In-young, Girls' Generation (Sunny, Seohyun)                               |                                  |
| 47       | 24 de outubro de 2011   | Kim Gun-mo, Yoon Hyung-bin, Huh Gak                                            |                                  |
| 48       | 31 de outubro de 2011   | Kim Yeon-woo, Go Young-wook, Yoon Il-sang                                      |                                  |
| 49       | 7 de novembro de 2011   | Hong Jin-kyung, Yoo Young-suk, Jun Hyun-moo                                    |                                  |
| 50       | 21 de novembro de 2011  | Park Jun-gyu, Kim Jang-hoon, Tak Jae-hoon, Minho (Shinee)                      | 1 Year Anniversary Special       |
| 51       | 28 de novembro de 2011  | Kim Chang-ryeol, Moon Hee-joon, Jay Park                                       |                                  |
| 52       | 5 de dezembro de 2011   | Yang Hee-kyung, Son Hoyoung, Kim Sook                                          |                                  |
| 53       | 12 de dezembro de 2011  | Wonder Girls                                                                   |                                  |
| 54       | 19 de dezembro de 2011  | Kim Wan-sun, Sistar (Bora, Hyolyn)                                             |                                  |
| 55       | 26 de dezembro de 2011  | Lee Sang-woo, Kim Young-cheol, IU, Kim Saeng-min                               |                                  |

### 2012
Lista de episódios em 2012 (episódios 56 - 104)
| Episódio | Data do ar              | Convidados                                                    | Nota(s)                   |
| -------- | ----------------------- | ------------------------------------------------------------- | ------------------------- |
| 56       | 2 de janeiro de 2012    | Boom, Jung Bum-kyun, Infinite (Sungkyu, Woohyun, Sungyeol)    |                           |
| 57       | 9 de janeiro de 2012    | Baekdusan                                                     |                           |
| 58       | 16 de janeiro de 2012   | After School (Jungah, Lizzy), Brown Eyed Girls(Narsha, Miryo) |                           |
| 59       | 23 de janeiro de 2012   | Park Seong-ho, Jung Taeho, Choi Hyojong, Kim Won-hyo          |                           |
| 60       | 30 de janeiro de 2012   | Yoon Do Hyun Band                                             |                           |
| 61       | 6 de fevereiro de 2012  | Kim Hyun-seok, Sung Si-kyung, Jang Jane                       |                           |
| 62       | 13 de fevereiro de 2012 | Jaurim                                                        |                           |
| 63       | 20 de fevereiro de 2012 | Boohwal                                                       |                           |
| 64       | 27 de fevereiro de 2012 | Jay Park, ALi, Huh Gak, Shin Yong-jae (4MEN)                  |                           |
| 65       | 5 de março de 2012      | Lee Sung-mi, Lee Kyung-sil, Jung Kyung-mi                     |                           |
| 66       | 12 de março de 2012     | Kim Dae-hee, Kim Jun-ho, Hong In-kyu, Kim Ji-ho, Heo Min      |                           |
| 67       | 19 de março de 2012     | Yoon Jong-shin, Jo Jung-chi, Haha, Taw                        |                           |
| 68       | 26 de março de 2012     | 2AM                                                           |                           |
| 69       | 2 de abril de 2012      | CNBLUE (Lee Jung-shin, Jung Yong-hwa), John Park, K.Will      |                           |
| 70       | 9 de abril de 2012      | Lee Hyun-woo, Kwon Woo-joong, Lee Joon(MBLAQ)                 |                           |
| 71       | 16 de abril de 2012     | Park Soo-hong, Park Kyung-lim, Brian Joo (Fly to the Sky)     |                           |
| 72       | 23 de abril de 2012     | Shinee                                                        |                           |
| 73       | 30 de abril de 2012     | Shinhwa                                                       |                           |
| 74       | 7 de maio de 2012       | Sayuri Fujita, Shin Bora, Suzy (Miss A)                       |                           |
| 75       | 14 de maio de 2012      | Girls' Generation (Taeyeon, Tiffany, Seohyun)                 |                           |
| 76       | 21 de maio de 2012      | Lee Man-gi, Yang Joon-hyuk, Woo Ji-won, Kim Se-jin            |                           |
| 77       | 28 de maio de 2012      | Baek Ji-young, Ailee, Ivy                                     |                           |
| 78       | 4 de junho de 2012      | Seo In-guk, Huh Gak, Ulala Session                            |                           |
| 79       | 11 de junho de 2012     | Kim Jong-seo, Kim Kyung-ho, Choi Jaehoon                      |                           |
| 80       | 18 de junho de 2012     | After School (Uee, Raina, E-young), Jo Young-soo, 2BIC        |                           |
| 81       | 25 de junho de 2012     | f(x)                                                          |                           |
| 82       | 2 de julho de 2012      | Jo Kwon (2AM), Sistar                                         |                           |
| 83       | 9 de julho de 2012      | Wooyoung (2PM), T-ara (Eunjung, Hyomin, Areum)                |                           |
| 84       | 16 de julho de 2012     | Ha Chun-hwa, Gong Hyung-jin, Kang Dong-ho                     |                           |
| 85       | 23 de julho de 2012     | Super Junior (Leeteuk, Sungmin, Eunhyuk, Ryeowook, Kyuhyun    |                           |
| 86       | 13 de agosto de 2012    | Kim Jun-ho, Park Seong-ho, Hong In-kyu, Jung Tae-ho           |                           |
| 87       | 20 de agosto de 2012    | Haha, Skull, Han Sunhwa (Secret)                              |                           |
| 88       | 27 de agosto de 2012    | BEAST                                                         |                           |
| 89       | 3 de setembro de 2012   | KARA (Gyuri, Seungyeon, Jiyoung)                              |                           |
| 90       | 10 de setembro de 2012  | Kim Jun-hyun, Heo Kyung-hwan, Kim Ki-yeol, Yang Sang-guk      |                           |
| 91       | 17 de setembro de 2012  | ZE:A (Kwanghee, Dongjun, Siwan, Hyungsik)                     |                           |
| 92       | 1 de outubro de 2012    | UV (Muzie & Yoo Se-yoon)                                      | Chuseok Special           |
| 93       | 8 de outubro de 2012    | F.T. Island (Hongki, Lee Jae-jin), Secret (Sunhwa, Jieun)     |                           |
| 94       | 15 de outubro de 2012   | Boohwal                                                       |                           |
| 95       | 22 de outubro de 2012   | TVXQ                                                          |                           |
| 96       | 29 de outubro de 2012   | Son Dam-bi, Park Bo-young, Yooyoung (Hello Venus)             |                           |
| 97       | 5 de novembro de 2012   | Yoon Gun, K.Will, Lee Seok-hoon                               |                           |
| 98       | 12 de novembro de 2012  | Kim Jong-kook, Byul, Minah (Girl's Day)                       |                           |
| 99       | 19 de novembro de 2012  | Kim Jung-min, Hong Jimin, Stephanie (The Grace)               |                           |
| 100      | 26 de novembro de 2012  | Super Junior (Shindong, Sungmin, Eunhyuk)                     | Especial de 100º episódio |
| 101      | 3 de dezembro de 2012   | NS Yoon-G, Infinite (L, Sungkyu), Yewon (Jewelry)             |                           |
| 102      | 10 de dezembro de 2012  | Lena Park, Kim Bum-soo                                        |                           |
| 103      | 17 de dezembro de 2012  | Bobby Kim, Kim Tae-woo, Younha                                |                           |
| 104      | 24 de dezembro de 2012  | Hyun Young, Sung Si-kyung, Alex (Clazziquai)                  |                           |

### 2013
Lista de episódios em 2013 (episódios 105 - 156)
| Episódio | Data do ar         | Convidados                                                           | Nota(s)                 |
| -------- | ------------------ | -------------------------------------------------------------------- | ----------------------- |
| 105      | January 7, 2013    | Hwang Sukyung, Han Suk-joon, Ga Aeran                                |                         |
| 106      | January 14, 2013   | Girls' Generation (Hyoyeon, Yoona, Jessica, Taeyeon, Tiffany, Sunny) |                         |
| 107      | January 21, 2013   | Kim Ji-min, Heo Kyung-hwan, Kim Young-hee                            |                         |
| 108      | January 28, 2013   | CNBLUE                                                               |                         |
| 109      | February 4, 2013   | 4Minute (Jiyoon, Gayoon), Infinite (Dongwoo, Hoya)                   |                         |
| 110      | February 11, 2013  | Raina (After School), Tae Jin-ah, Ailee                              |                         |
| 111      | February 18, 2013  | Rainbow (Jaekyung, Woori), Sistar (Bora, Hyolyn)                     |                         |
| 112      | February 25, 2013  | Son Hoyoung, Ivy, Park Hyun-bin, Huh Gak                             |                         |
| 113      | March 4, 2013      | Shinee                                                               |                         |
| 114      | March 11, 2013     | 2AM                                                                  |                         |
| 115      | March 18, 2013     | Seo Kyung-seok, Kim Young-chul, Park Eunyoung                        |                         |
| 116      | March 25, 2013     | Kim Woo-bin, Lee Soo-hyuk, Hyun Woo                                  |                         |
| 117      | April 1, 2013      | Park Seong-ho, Jung Tae-ho, Kim Junhyun, Yang Sang-guk               |                         |
| 118      | April 8, 2013      | Nancy Lang, Kim Na-young, Sayuri Fujita                              |                         |
| 119      | April 15, 2013     | Yang Hee-eun, Song Eun-yi, Kim Sook                                  |                         |
| 120      | April 22, 2013     | Davichi, ZE:A (Siwan, Hyungsik)                                      |                         |
| 121      | April 29, 2013     | Hong Jin-young, Kim Soo-mi, Jang Yun-jeong, Kang Jin                 |                         |
| 122      | May 6, 2013        | Lee Soo-young, Secret (Hyoseong, Jieun), Son Sung-yoon               |                         |
| 123      | May 13, 2013       | Shinhwa                                                              |                         |
| 124      | May 20, 2013       | Narsha (Brown Eyed Girls), Feeldog (Big Star), Roy Kim, Yoon Gun     |                         |
| 125      | May 27, 2013       | 2PM                                                                  |                         |
| 126      | June 3, 2013       | Lee Hongki (F.T. Island), Lim Wonhui, Baek Jin-hee, Shim Yi-young    |                         |
| 127      | June 10, 2013      | Lee Hyori, Spica (Jiwon, Boa)                                        |                         |
| 128      | June 17, 2013      | Ji Sang-ryeol, An Sunyoung, Kim Sae-rom, Kim Tae-hyun                |                         |
| 129      | June 24, 2013      | Sistar                                                               |                         |
| 130      | July 1, 2013       | Joo Young-hoon, Lee Ki-chan, Seo In-young, Mina Fujii                |                         |
| 131      | July 8, 2013       | Super Junior (Eunhyuk, Ryeowook, Henry), EXO(Kris, Chanyeol, Suho)   |                         |
| 132      | July 15, 2013      | Jang Dong-min, Yoo Sang-moo, Tia (Chocolat), Heyne                   |                         |
| 133      | July 22, 2013      | Rainbow (Jaekyung, Jisook), Infinite (Sungkyu, Woohyun)              |                         |
| 134      | July 29, 2013      | f(x), Jo Jung-chi                                                    | Summer Special 1        |
| 135      | August 5, 2013     | Lim Kim (Togeworl), ZE:A (Kwanghee, Dongjun, Siwan, Lee Hoo)         | Summer Special 2        |
| 136      | August 12, 2013    | B1A4 (Sandeul, Jinyoung), Apink (Eunji, Chorong)                     | Summer Special 3        |
| 137      | August 19, 2013    | Koyote, Kangnam (M.I.B)                                              | Summer Special 4        |
| 138      | August 26, 2013    | BEAST                                                                |                         |
| 139      | September 2, 2013  | KARA                                                                 |                         |
| 140      | September 9, 2013  | Kim Bo-seong, Park Jung-yu, Wi Yang-ho, Park Gyu-seon                | Tough Guys Special      |
| 141      | September 16, 2013 | Kim Ji-min, Shin Bora, Park Ji-sun, Kim Min-kyung                    | Funniest Women Special  |
| 142      | September 23, 2013 | Im Chang-jung, Jo Sung-mo, Kyungri (Nine Muses), Feeldog (Big Star)  |                         |
| 143      | September 30, 2013 | Heo Kyung-hwan, Yang Sang-guk, Yu Min-sang, Kwon Jae-kwan            |                         |
| 144      | October 7, 2013    | Teen Top (Neil, Chunji), Secret (Sunhwa, Jieun)                      |                         |
| 145      | October 14, 2013   | K.Will, IU, EXO (Lay, Kai)                                           |                         |
| 146      | October 21, 2013   | 2AM (Jo Kwon, Changmin, Seulong), Hong Soo-ah                        |                         |
| 147      | October 28, 2013   | Shinee (Onew, Jonghyun, Minho), Kim Jun-hee, Min Hae-kyung           |                         |
| 148      | November 4, 2013   | Park Ji-yoon, MayBee, U-KISS (Soohyun, Kevin), Seo In-guk            |                         |
| 149      | November 11, 2013  | Miss A (Fei, Min), Huh Gak, Kim Jong-seo                             |                         |
| 150      | November 18, 2013  | Kim Kiri, An So-mi, Noel (Kang Kyun-sung, Lee Sang-gon)              |                         |
| 151      | November 25, 2013  | Sung Si-kyung, Lee Jung-shin (CNBLUE), Suzy(Miss A)                  | 3rd Anniversary Special |
| 152      | December 2, 2013   | Hyolyn (Sistar), Insooni, Sonya, The One                             |                         |
| 153      | December 9, 2013   | Bobby Kim, Park Wan-kyu, Lee Jung, ALi                               |                         |
| 154      | December 16, 2013  | Kim Shin-young, Lee Bong-won, Kim Sook, Yeon Jihu                    | Love Special            |
| 155      | December 23, 2013  | T-ara (Eunjung, Boram), Lee Yun-seok, Yoon Hyung-bin                 | Love Special Part 2     |
| 156      | December 30, 2013  | Han Hye-jin, Lee Sun-jin, Hanyoung, Lee Hyuni                        |                         |

### 2014
Lista de episódios em 2014 (episódios 157 - 205)
| Episódio | Data do ar         | Convidados                                                                 | Nota(s)                           |
| -------- | ------------------ | -------------------------------------------------------------------------- | --------------------------------- |
| 157      | January 6, 2014    | Park Eun-young, Kim Seung-hwi, Kim Solhee, Jung Jiwon                      |                                   |
| 158      | January 13, 2014   | Park Jun-hyung, Lisa, Chung Dong-ha, Ailee                                 |                                   |
| 159      | January 20, 2014   | TVXQ, Lee Yu-bi                                                            |                                   |
| 160      | January 27, 2014   | B1A4 (Baro, Jinyoung), Dal Shabet (Subin, Woohee)                          |                                   |
| 161      | February 3, 2014   | Girl's Day                                                                 |                                   |
| 162      | February 24, 2014  | Gain (Brown Eyed Girls), Hyene, Kim In-kwon, Hong Kyungin                  |                                   |
| 163      | March 3, 2014      | Lee Min-woo (Shinhwa), Park Ji-yoon, Rainbow(Jaekyung, Hyunyoung)          |                                   |
| 164      | March 10, 2014     | After School (Nana, Lizzy), Taeyeon (Girls' Generation), Jonghyun (Shinee) |                                   |
| 165      | March 17, 2014     | CNBLUE                                                                     |                                   |
| 166      | March 24, 2014     | Dasom (Sistar), Im Chang-jung, Baek Sung-hyun, Jung Joo-yeon               |                                   |
| 167      | March 31, 2014     | Toheart, Apink (Eunji, Namjoo)                                             |                                   |
| 168      | April 7, 2014      | Lee Kyou-hyuk, Jo Haeri, Park Seung-hi, Kim Arang                          | Olympic Heroes Special            |
| 169      | April 14, 2014     | 4Minute (Hyuna, Gayoon), MBLAQ (G.O, Mir)                                  |                                   |
| 170      | April 28, 2014     | Kim Daeseong, Park Jisun, Oh Nami, Park Sung-kwang, Song Byeongcheol       |                                   |
| 171      | May 5, 2014        | Hong Seok-cheon, Hong Kyung-min, Chun Yiseul, Haeryung (Bestie)            |                                   |
| 172      | May 12, 2014       | Weesung, Fly to the Sky, NS Yoon-G                                         |                                   |
| 173      | May 19, 2014       | Jun Hyoseong (Secret), G.NA, Park Hwi-soon, Kim Young-chul                 |                                   |
| 174      | May 26, 2014       | ZE:A (Kwanghee, Hyungsik, Dongjun, Minwoo)                                 |                                   |
| 175      | June 2, 2014       | Infinite (Dongwoo, Sungkyu, Sungyeol)                                      |                                   |
| 176      | June 9, 2014       | BEAST (Gikwang, Yoseob, Junhyung, Dongwoon)                                |                                   |
| 177      | June 16, 2014      | Gummy, Kim Hyo-jin, Gong Seo-young                                         |                                   |
| 178      | June 23, 2014      | Baek Ji-young, Jiyeon (T-ara), Kim Yeon-woo, Tey (Mr.Mr)                   |                                   |
| 179      | June 30, 2014      | K.Will, Yang Sangguk, Jo Yunho, Hong Inkyu                                 |                                   |
| 180      | July 7, 2014       | After School (Uee, Raina), San E                                           |                                   |
| 181      | July 14, 2014      | Chu Soyeong, Yoo Taewoong, Jo Kyunghoon, Kim Seunghyun                     |                                   |
| 182      | July 21, 2014      | Sistar                                                                     |                                   |
| 183      | July 28, 2014      | Hyuna, Homme (Lee Changmin, Lee Hyun)                                      | Summer Special 1                  |
| 184      | August 4, 2014     | Girl's Day (Sojin, Minah), B1A4 (Baro, Gongchan)                           | Summer Special 2 (Horror Special) |
| 185      | August 11, 2014    | Hyunyoung, Kim Won-hyo, Mamamoo (Solar, Moonbyul)                          |                                   |
| 186      | August 18, 2014    | KARA, Taemin (Shinee))                                                     |                                   |
| 187      | August 25, 2014    | Secret (Hana, Sunhwa), Choi Seung-guk, Lee Joon-hyuk                       |                                   |
| 188      | September 1, 2014  | Kim Jong-min (Koyote), Red Velvet                                          |                                   |
| 189      | September 8, 2014  | Shin Eun-kyung, Oh In-hye, Kang Ji-sub                                     |                                   |
| 190      | September 15, 2014 | Super Junior (Heechul, Shindong, Kangin, Ryeowook)                         |                                   |
| 191      | September 22, 2014 | Ha Chun-hwa, 2PM (Jun. K, Taecyeon, Wooyoung)                              |                                   |
| 192      | September 29, 2014 | Kim Jong-seo, T-ara (Soyeon, Hyomin), Ailee                                |                                   |
| 193      | October 6, 2014    | Girls' Generation-TTS                                                      |                                   |
| 194      | October 13, 2014   | Roy Kim, Lee Guk-joo, Jang Do-yeon, Park Na-rae                            |                                   |
| 195      | October 20, 2014   | BEAST (Gikwang, Yoseob, Doojoon, Dongwoon)                                 |                                   |
| 196      | October 27, 2014   | Younha, Park Eun-ji, Lee Byeong-jin, Mino                                  |                                   |
| 197      | November 3, 2014   | Park So-hyun, Choi Hee, Gu Jiseong, Kim Hyun-chul                          |                                   |
| 198      | November 10, 2014  | Apink (Naeun, Bomi, Namjoo, Hayoung)                                       |                                   |
| 199      | November 17, 2014  | Hong Rok-gi, Jeong Ga-eun, AOA (Choa, Seolhyun)                            |                                   |
| 200      | November 24, 2014  | Im Chang-jung, Eun Ji-won, Hwayobi, Shin Bora                              | 200th Episode Special             |
| 201      | December 1, 2014   | Son Hoyoung (g.o.d), Kang Seong-jin, Kahi, Dongjun (ZE:A)                  |                                   |
| 202      | December 8, 2014   | Yang Hee-eun, Kim Bum-soo, Hong Jin-young, Ahn Yeong-mi                    |                                   |
| 203      | December 15, 2014  | Chae Yeon, Alex (Clazziquai), Tei, Eric Nam                                |                                   |
| 204      | December 22, 2014  | Kim Yeon-woo, Lee Se-jun, Kim Tae-woo, K.Will                              |                                   |
| 205      | December 29, 2014  | Joon Park (g.o.d), Kim Nayoung, Min Gyeong-hun, Nicole                     |                                   |

### 2015
Lista de episódios em 2015 (episódios 206 - 256)
| Episódio | Data do ar         | Convidados                                                                                           | Nota(s)                                 | Vencedor(a)                     | Vencedor(a) | Vencedor(a) |
| Episódio | Data do ar         | Convidados                                                                                           | Nota(s)                                 | História                        | Votos       | Tempo(s)    |
| -------- | ------------------ | --- | --------------------------------------- | ------------------------------- | ----------- | ----------- |
| 206      | January 5, 2015    | Kim Dae-hee (ko), Kim Ji-min, Heo Anna (ko), Song Pil-geun (ko)                                      |                                         | "Crazy Husband"                 | 132         | 1st         |
| 207      | January 12, 2015   | EXID (Hani, Junghwa), BtoB (Minhyuk, Eunkwang)                                                       |                                         | "Sniff, Sniff"                  | 135         | 1st         |
| 208      | January 19, 2015   | Noel (Kang Kyun-sung, Jeon Woo-sung), Jonghyun (SHINee), Gong Seo-young (ko), NC.A                   |                                         | "Sniff, Sniff"                  | 135         | 2nd         |
| 209      | January 26, 2015   | Park Sung-jin, Lee Hye-jung (ko), Kim Jae-young (ko), Song Hae-na (ko)                               |                                         | "Sniff, Sniff"                  | 135         | 3rd         |
| 210      | February 2, 2015   | Jang Su-won (Sechs Kies), Jung Yong-hwa(CNBLUE), Lizzy (After School), Sun Woo (ko)                  |                                         | "Sniff, Sniff"                  | 135         | 4th         |
| 211      | February 9, 2015   | 4Minute (Hyuna, Gayoon), Ji Sang-ryeol, Seok Joo-il (ko)                                             |                                         | "Go, Go, Please Go"             | 138         | 1st         |
| 212      | February 16, 2015  | Lee Joon-hyuk, Kyung Soo-jin, Lee Sang-yeob, Chae Soo-bin                                            |                                         | "Go, Go, Please Go"             | 138         | 2nd         |
| Special  | February 20, 2015  | — | Seollal Special – Family Counseling     |                                 |             |             |
| 213      | February 23, 2015  | Park Sung-kwang, Park Young-jin (ko), Kim Kiri, Kim Young-hee                                        |                                         | "Go, Go, Please Go"             | 138         | 3rd         |
| 214      | March 2, 2015      | Shinhwa                                                                                              |                                         | "Go, Go, Please Go"             | 138         | 4th         |
| 215      | March 9, 2015      | Byun Jung-soo, Kim Sa-eun (ko), Niel (Teen Top), Boyfriend (Donghyun (ko), Jeongmin (ko))            |                                         | "Go, Go, Please Go"             | 138         | 5th         |
| 216      | March 16, 2015     | Kangnam (M.I.B), Minah (Girl's Day), Soya, Insoo (MYNAME)                                            |                                         | "My Husband's Shopping Methods" | 132         | 1st         |
| 217      | March 23, 2015     | Hyun Young, Heo Kyung-hwan, Yang Sang-gook, HEYNE (ko)                                               |                                         | "My Husband's Shopping Methods" | 132         | 2nd         |
| 218      | March 30, 2015     | Baek Ji-young, Gain (Brown Eyed Girls), Huh Gak, Song Yubin                                          |                                         | "You're Too Much"               | 145         | 1st         |
| 219      | April 6, 2015      | Jang Dong-min, Lady Jane, Jo Se-ho, Nam Chang-hee (ko)                                               |                                         | "You're Too Much"               | 145         | 2nd         |
| 220      | April 13, 2015     | EXO (Baekhyun, Chanyeol, Chen), Red Velvet(Joy, Yeri)                                                |                                         | "Let's Talk"                    | 153         | 1st         |
| 221      | April 20, 2015     | F.T. Island (Hongki, Choi Jong-hoon), Dal Shabet(Subin, Jiyul)                                       |                                         | "Forget It?"                    | 157         | 1st         |
| 222      | April 27, 2015     | Jo Kwon (2AM), Kim Sae-rom, Seo Yu-ri, Park Bo-ram                                                   |                                         | "Forget It?"                    | 157         | 2nd         |
| 223      | May 4, 2015        | Kim Ga-yeon, Lim Yo-hwan, Jessi, BTS (Rap Monster, V)                                                |                                         | "My Unpretty Daughter"          | 159         | 1st         |
| 224      | May 11, 2015       | Hong Jin-ho, Hyosung (Secret), Sungkyu (Infinite), Lim Kim (Togeworl)                                |                                         | "My Unpretty Daughter"          | 159         | 2nd         |
| 225      | May 18, 2015       | Jung Dong-ha, Solbi, SHINee (Jonghyun, Key, Taemin)                                                  |                                         | "My Unpretty Daughter"          | 159         | 3rd         |
| 226      | May 25, 2015       | Jinusean, Horan (Clazziquai), Eunjung (T-ara)                                                        |                                         | "Want to Shave"                 | 162         | 1st         |
| 227      | June 1, 2015       | Shin Sung-woo, CNU (B1A4), Ken (VIXX)                                                                |                                         | "Help Me"                       | 164         | 1st         |
| 228      | June 8, 2015       | Park Young-jin (ko), Kim Kiri, Im Woo-il (ko), Song Pil-geun (ko)                                    | Fireman Special                         | "He'll Do Anything"             | 148         | 1st         |
| 229      | June 15, 2015      | Eun Ji-won, Seo In-young, KARA (Seungyeon, Hara)                                                     |                                         | "Help Me"                       | 164         | 2nd         |
| 230      | June 22, 2015      | Sistar (Soyou, Bora, Hyolyn)                                                                         | Chuseok Special                         | "Completely Out of the Blue"    | 166         | 4th         |
| 231      | June 29, 2015      | K.Will, Homme (Lee Hyun, Changmin), AOA(Choa, Mina)                                                  |                                         | "Husband Like Fire"             | 169         | 1st         |
| 232      | July 6, 2015       | Lee Ki-chan, Lee Ji-hye, Girl's Day (Sojin, Yura)                                                    |                                         | "Husband Like Fire"             | 169         | 2nd         |
| 233      | July 13, 2015      | Infinite (L, Sungyeol, Woohyun), Jang Jane                                                           |                                         | "Man Who Changes"               | 173         | 1st         |
| 234      | July 20, 2015      | Kim Won-jun, Bada, Hwang Chi-yeul, Melody Day(Yein, Chahee)                                          |                                         | "Man Who Changes"               | 173         | 2nd         |
| 235      | July 27, 2015      | Apink (Eunji, Hayoung (ko)), Song Yeong-gil (ko), Lee Sang-hoon (ko)                                 |                                         | "Man Who Changes"               | 173         | 3rd         |
| 236      | August 3, 2015     | Simon D, Jay Park, Cheetah, Lee Hoon, Kim Hyun-jung                                                  |                                         | "Man Who Changes"               | 173         | 4th         |
| 237      | August 10, 2015    | B1A4 (Jinyoung, Sandeul, Gongchan), Gong Seung-yeon                                                  |                                         | "My Husband is a Phoenix"       | 175         | 1st         |
| 238      | August 17, 2015    | Lee Guk-joo, Kang Ye-bin (ko), Kim Sook, Park Gi-ryang (ko)                                          |                                         | "My Husband is a Phoenix"       | 175         | 2nd         |
| 239      | August 24, 2015    | Jung-in, Jo Jung-chi, T-ara (Soyeon, Hyomin)                                                         |                                         | "My Husband is a Phoenix"       | 175         | 3rd         |
| 240      | August 31, 2015    | Jang Do-yeon, Teen Top (C.A.P (ko), Chunji (ko), Niel, Ricky (ko), Changjo)                          | Outdoor Call Center Counselling Special | "What Planet Are You From?"     | 104         | 1st         |
| 241      | September 7, 2015  | Lee Eun-gyeol, Chorong (Apink), SG Wannabe(Lee Seok-hun (ko), Kim Yong-jun)                          |                                         | "My Husband is a Phoenix"       | 175         | 4th         |
| 242      | September 14, 2015 | Jun Jin (Shinhwa), Hong Ji-min (ko), Baek A-yeon, Jooheon (Monsta X)                                 |                                         | "My Husband is a Phoenix"       | 175         | 5th         |
| 243      | September 21, 2015 | Sayuri Fujita, DinDin, Kim Hyo-jin (ko), Bae Ki-sung(CAN)                                            |                                         | "Do You Live Alone?"            | 147         | 1st         |
| 244      | October 5, 2015    | Kim Young-ho, Changmin (2AM), Kim Jung-mo(TRAX), Lyn, Shin Ji-ho (ko)                                |                                         | "Hate Love"                     | 149         | 1st         |
| 245      | October 12, 2015   | Hong Seok-cheon, Lee Ji-hyun, Lovelyz (Kei, Yein (ko))                                               |                                         | "Mom, Please!"                  | 150         | 1st         |
| 246      | October 19, 2015   | Kim Na-young, Kim Young-hee, Bae Jeong-nam (ko), Lee Young-jin                                       |                                         | "Mom, Please!"                  | 150         | 2nd         |
| 247      | October 26, 2015   | Kyuhyun (Super Junior), Stephanie (The Grace), Muzie (ko) (UV (ko)), Purfles (ko) (Geonhee, Eunyong) |                                         | "Mom, Please!"                  | 150         | 3rd         |
| 248      | November 2, 2015   | Park Jun-gyu, Lee Kye-in, Kim Dong-wan(Shinhwa), Sleepy (ko) (Untouchable)                           |                                         | "Stop Her"                      | 151         | 1st         |
| 249      | November 9, 2015   | Brown Eyed Girls                                                                                     |                                         | "Want to Stop Now"              | 155         | 1st         |
| 250      | November 16, 2015  | EXID (Hani, LE, Hyerin (ko)), Dynamic Duo                                                            |                                         | "Want to Stop Now"              | 155         | 2nd         |
| 251      | November 23, 2015  | Park Ji-yoon, Lee Hyun-woo, Kim Jung-min                                                             | 5th Anniversary Special                 | "Man Who Only Cares For Me"     | 141         | 1st         |
| 252      | November 30, 2015  | Lee Hong-gi (F.T. Island), Noel (Kang Kyun-sung, Lee Sang-gon), Mir (MBLAQ)                          |                                         | "A Wife's Scream"               | 157         | 1st         |
| 253      | December 7, 2015   | Jung Sung-ho (ko), Nine Muses (Kyungri, Euaerin (ko)), Oh Hyun-min                                   |                                         | "Unbelievable"                  | 160         | 1st         |
| 254      | December 14, 2015  | Jieun (Secret), Roy Kim, Laboum (Solbin, Yulhee)                                                     | Cameo GFriend                           | "Touching Everyday"             | 164         | 1st         |
| 255      | December 21, 2015  | Kim Sang-hyuk (ko) (Click-B), Kim Beom-soo (ko), Kim Joo-hee, Ryu Si-hyeon                           |                                         | "Touching Everyday"             | 164         | 2nd         |
| 256      | December 28, 2015  | Lee Sang-hoon (ko), Eric Nam, Kim Ji-min, Hayoung (ko) (Apink)                                       | Christmas Special                       |                                 |             |             |

### 2016
Lista de episódios em 2016 (episódios 257 - 305)
| Episódio | Data do ar         | Convidados                                                                                | Nota(s)                               | Vencedor(a)                           | Vencedor(a) | Vencedor(a) |
| Episódio | Data do ar         | Convidados                                                                                | Nota(s)                               | História                              | Votos       | Tempo(s)    |
| -------- | ------------------ | ----------------------------------------------------------------------------------------- | ------------------------------------- | ------------------------------------- | ----------- | ----------- |
| 257      | January 4, 2016    | Lee Hyun-woo, Seo Ye-ji, Kan Mi-youn, Hongbin(VIXX), Jeong Yoo-jin (ko)                   |                                       | "Man Who Doesn't Budge"               | 167         | 1st         |
| 258      | January 11, 2016   | Yesung (Super Junior), Dal Shabet (Subin, Ah Young), Park Si-hwan                         |                                       | "Man Who Doesn't Budge"               | 167         | 2nd         |
| 259      | January 18, 2016   | Niel (Teen Top), Yezi (Fiestar), Yoon Jung-soo, Lee Soo-ji (ko)                           |                                       | "My Husband's Dangerous Private Life" | 169         | 1st         |
| 260      | January 25, 2016   | Park Gwang-hyun, Kwon So-hyun (4Minute), Kim Hye-seong, Kim Kyung-rok (ko) (V.O.S)        |                                       | "Lifetime Enemy"                      | 170         | 1st         |
| 261      | February 1, 2016   | Shin Hye-sung (Shinhwa), K.Will, Heo Young-ji(KARA), Kim Ryeowook (Super Junior)          |                                       | "Lifetime Enemy"                      | 170         | 2nd         |
| Special  | February 8, 2016   | —                                                                                         | Seol Special: How Are You These Days? |                                       |             |             |
| 262      | February 15, 2016  | Kim Jong-seo, Jo Kwon (2AM), AOA Cream(Hyejeong, Chanmi)                                  |                                       | "Lifetime Enemy"                      | 170         | 3rd         |
| 263      | February 22, 2016  | Jung Joon-young, Crush, GFriend (Yuju, SinB)                                              |                                       | "Stop! Stop! Stop!"                   | 172         | 1st         |
| 264      | February 29, 2016  | Park Jung-chul, Kang Sung-jin, Seomoon Tak, Kim Il-joong (ko)                             |                                       | "Nobody Is Like This"                 | 173         | 1st         |
| 265      | March 7, 2016      | Rainbow (Jisook (ko), Woori), B.A.P (Himchan, Daehyun)                                    |                                       | "How That Man Loves"                  | 174         | 1st         |
| 266      | March 14, 2016     | Kim Jo-han, Yoo Sang-moo (ko), Kim Joon-hee (ko), Cheetah                                 |                                       | "Addicted To Love"                    | 176         | 1st         |
| 267      | March 21, 2016     | Jo Woo-jong (ko), Hong Jin-ho, Red Velvet (Irene, Wendy)                                  |                                       | "Addicted To Love"                    | 176         | 2nd         |
| 268      | March 28, 2016     | Baek Sung-hyun, Lee Hyun, Oh My Girl(Hyojung (ko), YooA (ko))                             | Cameo Heechul (Super Junior)          | "Addicted To Love"                    | 176         | 3rd         |
| 269      | April 4, 2016      | Park So-hyun, Kang Ye-won, Lee Se-young, Dayoung (Cosmic Girls)                           |                                       | "Addicted To Love"                    | 176         | 4th         |
| 270      | April 11, 2016     | Han Go-eun, Kim Sung-kyung, Jung Yong-hwa(CNBLUE), Kwanghee (ZE:A)                        |                                       | "Find My Husband"                     | 179         | 1st         |
| 271      | April 18, 2016     | Kim Kyung-sik (ko), Jung Kyung-mi (ko), Fiestar(Cao Lu, Hyemi), Park Bo-ram               |                                       | "Find My Husband"                     | 179         | 2nd         |
| 272      | April 25, 2016     | Oh Young-shil (ko), Hong Jin-kyung, Tei, Jung Eun-ji (Apink)                              |                                       | "Find My Husband"                     | 179         | 3rd         |
| 273      | May 2, 2016        | Jo Gap-kyung (ko), Yang Jae-jin (ko), Kim Sae-rom, Lee Se-jin (ko)                        |                                       | "Let's End It"                        | 181         | 1st         |
| 274      | May 9, 2016        | Hong Seok-cheon, Pyo Jin-in (ko), Wax, DinDin                                             |                                       | "Let's End It"                        | 181         | 2nd         |
| 275      | May 16, 2016       | Yoon Bok-in (ko), Hyun Young, Andy Lee, Jeong Jinwoon (2AM), Wooshin (UP10TION)           |                                       | "Let's End It"                        | 181         | 3rd         |
| 276      | May 23, 2016       | Lee Sang-min, Sung Dae-hyun (ko), Park Sang-hee (ko), Chung Dong-ha                       |                                       | "Let's End It"                        | 181         | 4th         |
| 277      | May 30, 2016       | Im Jung-eun, Defconn, Nam Woo-hyun (Infinite), Jo Jeong-min (ko)                          |                                       | "Let's End It"                        | 181         | 5th         |
| 278      | June 6, 2016       | Son Hoyoung (G.o.d), Moon Ji-ae (ko), I.O.I (Zhou Jieqiong, Choi Yoo-jung), Jung Woo-yeol |                                       | "Pay Attention To Me"                 | 152         | 1st         |
| 279      | June 13, 2016      | Lee Jeong-min (ko), Luna (F(x)), Baek A-yeon, HEYNE (ko)                                  |                                       | "Change My Husband"                   | 154         | 1st         |
| 280      | June 20, 2016      | Yoon Yoo-sun, Dana (The Grace), Joo Woo-jae (ko), Lee Jin-yi (ko)                         |                                       | "Change My Husband"                   | 154         | 2nd         |
| 281      | June 27, 2016      | Lee Hyun-woo, Jang Youngran, Raina (After School), San E                                  |                                       | "Change My Husband"                   | 154         | 3rd         |
| 282      | July 4, 2016       | Ra Mi-ran, Park Gwang-seon (ko), Lee Yi-kyung, Kwon Hyuk-soo                              |                                       | "Are You Reading That Again?"         | 157         | 1st         |
| 283      | July 11, 2016      | Pyo Jin-in (ko), Sistar (Bora, Dasom), Ahn Woo-yeon                                       |                                       | "Are You Reading That Again?"         | 157         | 2nd         |
| 284      | July 18, 2016      | Lee Hye-jung (ko), Sung Dae-hyun (ko) (R.ef), Moon Se-yoon, Gong Myung                    |                                       | "Dad, Please"                         | 158         | 1st         |
| 285      | July 25, 2016      | Song Eun-yi (ko), KNK (Seungjun, Inseong), Jung Woo-yeol                                  |                                       | "Dad, Please"                         | 158         | 2nd         |
| 286      | August 1, 2016     | Baek Ji-young, Choi Tae-joon, Song Jae-hee, Kim So-hee (C.I.V.A)                          |                                       | "Dad, Please"                         | 158         | 3rd         |
| 287      | August 22, 2016    | Choi Tae-joon, Lim Ju-hwan, Hong Jin-young                                                |                                       | "I’m Not Your Mother"                 | 160         | 1st         |
| 288      | August 29, 2016    | Lee Hyun-yi (ko), Lee Hye-jeong (ko), Jin Ah-reum (ko)                                    | Choi Taejoon's first episode as host  | "My Gluttonous Woman"                 | 162         | 1st         |
| 289      | September 5, 2016  | Jun. K (2PM), Choi Hee (ko)                                                               |                                       | "An Annoying Customer"                | 163         | 1st         |
| 290      | September 12, 2016 | Jeon Yoo-sung (ko), Oh Na-mi (ko)                                                         |                                       | "I Want My Husband Back"              | 166         | 1st         |
| 291      | September 19, 2016 | Kim So-hyun, Son Jun-ho                                                                   |                                       | "Why Are You With Me?"                | 168         | 1st         |
| 292      | September 26, 2016 | Hwang Jung-min (ko), Clazziquai (Alex Chu, Horan)                                         |                                       | "Why Are You With Me?"                | 168         | 2nd         |
| 293      | October 3, 2016    | Apink (Chorong, Namjoo), Mamamoo (Wheein, Moonbyul)                                       |                                       | "Is This What Life’s Like?"           | 170         | 1st         |
| 294      | October 10, 2016   | Park Sung-kwang, Hong Yoon-hwa (ko)                                                       |                                       | "Is This What Life’s Like?"           | 170         | 2nd         |
| 295      | October 17, 2016   | Lee Soo-min (C.I.V.A), Yang Jae-jin (ko)                                                  |                                       | "Is This What Life’s Like?"           | 170         | 3rd         |
| 296      | October 24, 2016   | Kim Sung-kyung, TWICE (Nayeon, Sana)                                                      |                                       | "I Want To Smell It Too"              | 131         | 1st         |
| 297      | October 31, 2016   | Seo Yoo-jeong (ko), VIXX (Ken, Hongbin)                                                   |                                       | "My Exhausting Life"                  | 150         | 1st         |
| 298      | November 7, 2016   | Lee Jeong-min (ko), Kim Min-kyo, B.A.P (Himchan, Youngjae)                                |                                       | "Can I Block My Son?"                 | 141         | 1st         |
| 299      | November 14, 2016  | Jang Do-yeon, Kang Tae-oh, Cha Eunwoo (ASTRO)                                             |                                       | "The Watcher"                         | 140         | 1st         |
| 300      | November 21, 2016  | Lee Sang-woo, Shim Hyung-tak, Seo In-young, Jeon So-mi (I.O.I)                            | 300th Episode Special                 |                                       |             |             |
| 301      | November 28, 2016  | Joon Park (g.o.d), Lee Ji-hye, UP10TION (Kuhn, Wei)                                       |                                       | "Do I Have to Take it Off?"           | 145         | 1st         |
| 302      | December 5, 2016   | Moon Hee-kyung, SEVENTEEN (Jeonghan, Seungkwan)                                           |                                       | "No, No"                              | 142         | 1st         |
| 303      | December 12, 2016  | Kim Young-ok, B1A4 (Jinyoung, Baro)                                                       |                                       | "Am I Creepy?"                        | 147         | 1st         |
| 304      | December 19, 2016  | Park Sang-min, Apink (Eunji, Naeun), Choi Byung-chan (VICTON)                             |                                       | "Dangerous Obsession"                 | 135         | 1st         |
| 305      | December 26, 2016  | Ahn Seon-young (ko), Kim Jeong-hoon (UN), Hwang Chi-yeul                                  |                                       | "Reasons for Not Talking"             | 152         | 1st         |

### 2017
Lista de episódios em 2017 (episódios 306 - presente)
| Episódio | Data do ar         | Convidados                                                                 | Nota(s)                                       | Vencedor(a)                          | Vencedor(a) | Vencedor(a) |
| Episódio | Data do ar         | Convidados                                                                 | Nota(s)                                       | História                             | Votos       | Tempo(s)    |
| -------- | ------------------ | -------------------------------------------------------------------------- | --------------------------------------------- | ------------------------------------ | ----------- | ----------- |
| 306      | January 2, 2017    | Shin So-yul, Zhang Yu'an                                                   |                                               | "Toilet Prince"                      | 152         | 1st         |
| 307      | January 9, 2017    | Shin A-young, AOA (Choa, Hyejeong)                                         |                                               | "My Dangerous Mother"                | 130         | 1st         |
| 308      | January 16, 2017   | Jeong Ga-eun, Cosmic Girls (Cheng Xiao, Bona)                              |                                               | "Shall I Get Divorced?"              | 174         | 1st         |
| 309      | January 23, 2017   | Hwang Dong-joo (ko), Jo Choong-hyun (ko), Lee Soo-ji (ko)                  |                                               | "The King's Woman"                   | 159         | 1st         |
| 310      | January 30, 2017   | Kangnam, Cao Lu (Fiestar), Robin Deiana, Benji (B.I.G)                     |                                               | "My Scary Wife"                      | 125         | 1st         |
| 311      | February 6, 2017   | Hong Hye-geol (ko), Yeo Esther (ko)                                        |                                               | "Daughter, Please Stop"              | 139         | 1st         |
| 312      | February 13, 2017  | Hong Jin-young, MC Gree                                                    | Minos & Hanhae appeared during third concern. | "The Job Hopper"                     | 157         | 1st         |
| 313      | February 20, 2017  | Park Hae-mi, Jo Hye-ryun, Michelle Lee                                     |                                               | "My Excruciating Love"               | 146         | 1st         |
| 314      | February 27, 2017  | Kim Soo-yong (ko), Lee Hyun-kyung (ko), Kyungri (Nine Muses)               |                                               | "It's Really Over"                   | 140         | 1st         |
| 315      | March 6, 2017      | Shindong (Super Junior), Lovelyz (Mijoo, Sujeong)                          |                                               | "I'm Frustrated to Death!"           | 158         | 1st         |
| 316      | March 13, 2017     | Kim Seung-hye (ko), BTS (Jin, Jimin)                                       |                                               | "He Drives Me Crazy"                 | 154         | 1st         |
| 317      | March 20, 2017     | Zizo, GFriend (SinB, Umji)                                                 |                                               | Let Go of Your Dream                 | 125         | 3rd         |
| 318      | March 27, 2017     | Girl's Day                                                                 |                                               | "Where's My House?"                  | 144         | 1st         |
| 319      | April 3, 2017      | Park Dool-seon (ko), PRISTIN (Kyulkyung, Xiyeon)                           |                                               | "I Beg You"                          | 139         | 1st         |
| 320      | April 10, 2017     | Hwang Chi-yeul, Oh My Girl (Hyojung, Jiho)                                 |                                               |                                      |             |             |
| 321      | April 17, 2017     | Kim Min-joon, Minzy, Laboum (Solbin, ZN)                                   |                                               | The Risky Man                        | 157         | 1st         |
| 322      | April 24, 2017     | Rose Motel (ko) (Yook Joong-wan, Kang Joon-woo), Park Min-ji               |                                               |                                      |             |             |
| 323      | May 1, 2017        | Kim Seung-hyun, Lee Chun-soo, DIA (Huihyeon, Chaeyeon)                     |                                               | The Difficult Man                    | 145         | 1st         |
| 324      | May 8, 2017        | Eli (U-KISS), EXID (Hani, Hyelin)                                          |                                               | The Silent Son                       | 171         | 2nd         |
| 325      | May 15, 2017       | Lee Ji-hoon, Lee Jin-ho (ko), CNU (B1A4)                                   |                                               | Please, Son                          | 158         | 1st         |
| 326      | May 22, 2017       | Gummy, Roy Kim, Oh Hyun-min                                                |                                               | Extreme Life                         | 168         | 1st         |
| 327      | May 29, 2017       | Mamamoo                                                                    |                                               | "Smoke-stained Life"                 | 171         | -           |
| 328      | June 5, 2017       | Boom, TWICE (Jeongyeon, Dahyun)                                            |                                               | "Are You Sleeping?"                  | 130         | -           |
| 329      | June 12, 2017      | Kim Jung-hwa, F.T. Island (Lee Hong-gi, Choi Min-hwan), Han Dong-geun      |                                               | "My Goodness"                        | 160         | -           |
| 330      | June 19, 2017      | Heo Kyung-hwan, Apink (Jung Eun-ji, Yoon Bo-mi), Park Jae-jung             |                                               | "Biased Love"                        | 155         | -           |
| 331      | June 26, 2017      | Kim Hye-eun, Choi Hyun-woo (ko)                                            |                                               | "Are You In Your Right Mind"         | 158         | -           |
| 332      | July 3, 2017       | Kim Tae-woo (g.o.d), Kim Jeong-min (ko), Henry Lau                         |                                               | "Nothing At Home"                    | 155         | -           |
| 333      | July 10, 2017      | Kim Eung-soo, Kim Min-kyung (ko), ASTRO (Cha Eunwoo, Moon Bin)             |                                               | "My Husband Is Addicted"             | 153         | -           |
| 334      | July 17, 2017      | Yang Se-hyung, Jung Yong-hwa (CNBLUE), Red Velvet (Wendy, Joy)             |                                               | "Tyrant Mother"                      | 157         | -           |
| 335      | July 24, 2017      | Ahn Ji-hwan, Sam Hammington, Ailee                                         |                                               | "What are you doing? Where are you?" | 153         | -           |
| 336      | July 31, 2017      | Min Kyung-hoon (BUZZ), Weki Meki (Yoojung, Doyeon)                         |                                               | "Dangerous Friendship"               | 160         | -           |
| 337      | August 7, 2017     | Son Hoyoung (g.o.d), GFriend (Eunha, Umji), Jang Moon-bok (ko)             |                                               | "Please Say Goodbye"                 | 159         | -           |
| 338      | August 14, 2017    | Park Mi-sun, Kim Jong-min (Koyote), Jiyeon (T-ara), Peter Han              |                                               | "Why Did You Get Married?"           | 165         | -           |
| 339      | August 21, 2017    | Gong Hyung-jin, Jung Sang-hoon, DIA (Jueun, Chaeyeon)                      |                                               | "Where Is His Home"                  | 166         | -           |
| 340      | August 28, 2017    | Ivy, Min Woo-hyuk (ko), Soyou, Lee Eui-woong                               | Taejoon was not seen in this episode          | "A Passionate Man"                   | 150         | -           |
| 341      | September 4, 2017  | WANNA·ONE (Kang Daniel, Park Ji-hoon, Hwang Min-hyun)                      | Choi Taejoon's last episode                   | "Please Quit Now"                    | 170         | -           |
| 342      | September 11, 2017 | Hong Kyung-min, Sleepy (Untouchable), Gikwang(HIGHLIGHT), Kim Ji-sook (ko) |                                               | "Shady Partner"                      | 158         | -           |
| 343      | October 2, 2017    | Kim Soo-yong (ko), Turbo (Kim Jung-nam (ko), Mikey), Lee Tae-im            | Chuseok Special                               | "Revealing Herself"                  | 147         | -           |
| 344      | October 9, 2017    | K.Will, Kangnam, Kang Tae-oh (5urprise), Hur Youngji                       |                                               | "I'm Not Your Meal Ticket"           | 166         | -           |
| 345      | October 16, 2017   | B1A4 (Sandeul, Gongchan), Kim Min-gyu (ko), Sejeong (Gugudan), Seol In-ah  |                                               | "Is This A True Story?"              | 167         | -           |
| 346      | October 23, 2017   | Oh Ji-ho, Park Seul-gi (ko), Do Ji-han, Seol In-ah                         |                                               | "A Wife Who Is Still Legally Single" | 156         | -           |
| 347      | November 6, 2017   | Kim So-hyun, Son Jun-ho, EXO (Suho, Sehun)                                 |                                               | "Spine Breaker"                      | 166         | -           |

## Four Helpers
Em janeiro de 2016, a KBS ameaçou tomar ações legais contra o Shanghai Media Group para o show Four Helpers (四大 名 助), afirmando que o show plagiou o design, o formato, o sistema de votação e pontuação do Hello Counselor e outros aspectos do show. Uma declaração emitida pela KBS afirmou que eles haviam exigido a rescisão imediata da emissão do show na infração de direito à publicação de motivos e que, se as transmissões continuassem, envolvessem a Administração Estatal Chinesa de Imprensa, Publicação, Rádio, Cinema e Televisão; irão prosseguir com a ação legal. 

## Prêmios e indicações
| Ano  | Prêmio                    | Categoria                                  | Pessoa/trabalho nomeado                                   | Resultado |
| ---- | ------------------------- | ------------------------------------------ | --------------------------------------------------------- | --------- |
| 2011 | KBS Entertainment Awards  | Best Teamwork Award                        | Hello Counselor                                           | Venceu    |
| 2012 | KBS Entertainment Awards  | Grand Prize Award (Daesang)                | Shin Dong-yup (for Hello Counselor and Immortal Songs 2)  | Venceu    |
| 2012 | KBS Entertainment Awards  | Excellence Award for Variety Show (Female) | Lee Young-ja (for Hello Counselor and Invincible Youth 2) | Venceu    |
| 2012 | KBS Entertainment Awards  | Excellence Award for Variety Show (Male)   | Cultwo (Jung Chan-woo and Kim Tae-gyun)                   | Venceu    |
| 2013 | KBS Entertainment Awards  | Excellence Award for Variety Show (Male)   | Cultwo (Jung Chan-woo and Kim Tae-gyun)                   | Venceu    |
| 2013 | 49th Baeksang Arts Awards | Best Variety Performer – Male              | Cultwo (Jung Chan-woo and Kim Tae-gyun)                   | Indicado  |
| 2013 | 49th Baeksang Arts Awards | Best Variety Performer – Female            | Lee Young-ja                                              | Indicado  |
| 2014 | 50th Baeksang Arts Awards | Best Variety Performer – Female            | Lee Young-ja                                              | Indicado  |
| 2015 | 51st Baeksang Arts Awards | Best Variety Performer – Female            | Lee Young-ja                                              | Indicado  |
| 2015 | KBS Entertainment Awards  | Top Excellence Award for Variety Show      | Lee Young-ja                                              | Indicado  |
| 2015 | KBS Entertainment Awards  | Viewers’ Choice Program of the Year        | Hello Counselor                                           | Indicado  |
| 2016 | KBS Entertainment Awards  | Grand Prize (Daesang)                      | Shin Dong-yup                                             | Indicado  |
| 2016 | KBS Entertainment Awards  | Viewers’ Choice Program of the Year        | Hello Counselor                                           | Indicado  |
| 2016 | KBS Entertainment Awards  | Top Excellence Award in Talk Show          | Lee Young-ja                                              | Indicado  |
| 2016 | KBS Entertainment Awards  | Rookie Award in Talk Show                  | Choi Tae-joon                                             | Venceu    |